# 長野県道161号西上田停車場線
長野県道161号西上田停車場線（ながのけんどう161ごう にしうえだていしゃじょうせん）は、長野県上田市下塩尻字島崎のしなの鉄道線西上田駅から上田市上塩尻字山根の国道18号交点を結ぶ延長122mの県道。

## 交差する道路
- 国道18号